# (11061) Lagerlöf
(11061) Lagerlöf es un asteroide perteneciente al cinturón de asteroides descubierto por Freimut Börngen desde el Observatorio Karl Schwarzschild, en Tautenburg, Alemania, el 10 de septiembre de 1991.

## Designación y nombre
Lagerlöf se designó al principio como 1991 RS40.
Más adelante, en 2000, fue nombrado en honor de la escritora sueca Selma Lagerlöf (1858-1940), Premio Nobel de Literatura en 1909.

## Características orbitales
Lagerlöf orbita a una distancia media de 2,78 ua del Sol, pudiendo acercarse hasta 2,55 ua y alejarse hasta 3,01 ua. Tiene una inclinación orbital de 2,104 grados y una excentricidad de 0,08264. Emplea 1693 días en completar una órbita alrededor del Sol. El movimiento de Lagerlöf sobre el fondo estelar es de 0,2127 grados por día.

## Características físicas
La magnitud absoluta de Lagerlöf es 13,8.